# Österreichischer Bauherrenpreis 1972
Mit dem Österreichischen Bauherrenpreis der Zentralvereinigung der Architekten Österreichs wurden im Jahr 1972 die folgenden Projekte ausgezeichnet:
| Realisierung                                                           | Bauherr | Planer                                                                               |
| ---------------------------------------------------------------------- | --- | ------------------------------------------------------------------------------------ |
| Spielplatzaktion ›Kinderparadiese‹ der Tageszeitung Kurier in Wien     | Hugo Portisch, Siegfried Rattenmoser, Franz Traintinger |                                                                                      |
| Verbesserungen im Bereich der Arbeitsplatzgestaltung in Braunau am Inn | Vereinigte Metallwerke Ranshofen mit Werksarzt Othmar Hesse |                                                                                      |
| Arbeitsplatzsimulator Ergonomie am Arbeitsplatz in Wien                | Gesellschaft für Arbeitsmedizin mit Ing. H. Malczynsky, ÖGB mit Sekretär K. Prokop, Gewerkschaft der Metall- und Bergarbeiter mit Sekretär J. Rath, Kammer für Arbeiter und Angestellte für Wien mit Referent M. Schrammhauser |                                                                                      |
| Forschungsauftrag: ›Flexibles Wohnen‹ in Wien und Linz                 | Bundesministerium für Bauten und Technik Wohnbauforschung | Werkgruppe Linz: Helmut Frohnwieser, Heinz Pammer, Edgar Telesko, Helmut Werthgarner |

Die Jury bildeten Bernstein, Brunbauer, Utz, Purr, Zwick.